# Задубина
Заду́бина —  село в Україні, у Львівському районі Львівської області. Населення становить 68 осіб. Орган місцевого самоврядування - Бібрська міська рада.